# Ruhabat
Ruhabat es una localidad de la Ahal, en Turkmenistán, capital del distrito homónimo.
Desde octubre de 2005 cuenta con una fábrica textil turca que provee de trabajo a 550 personas.